# Сенгирбай
Сенгирба́й (каз. Сеңгірбай) — село в Жамбылском районе Жамбылской области Казахстана, входит в состав Каракемерского сельского округа. Код КАТО — 314046600.

## География
Село расположено в центральной части Жамбылского района вдоль одноимённого водохранилища, в 9 километрах к северо-востоку от административного центра сельского округа села Каракемер, в 13 километрах к северу от районного центра села Аса и в 30 километрах к северо-западу от областного центра города Тараз. Ближайшая железнодорожная станция Аса (село Аса) — расположена в 12 километрах к югу от села (по дороге — 20,5 км). Соседние населённые пункты: Шайдана в 5 километрах к югу, Каракемер в 9 километрах к юго-западу. Транспортное сообщение осуществляется посёлочными дорогами с выходом на автодорогу КН-2 к югу. Высота центра населённого пункта — 484 метров над уровнем моря.

## Население
| Численность населения | Численность населения | Численность населения |
| 1989                  | 1999                  | 2009                  |
| --------------------- | --------------------- | --------------------- |
| 90                    | ↗284                  | ↘126                  |